# 라스 벨트비크
라스 벨트비크(아프리칸스어: Lars Veldwijk, 1991년 8월 21일 ~ )는 남아프리카 공화국의 축구 선수이다. 포지션은 스트라이커이다. 현재 프리메라 페데라시온의 카스테욘 소속이다. 네덜란드와 남아프리카 공화국의 이중국적을 소유하고 있다. 전북 현대 모터스 시절 K리그 등록명은 벨트비크였으며 수원 FC 시절 등록명은 라스였다.

## 클럽 경력
라스 벨트비크는 2010-11시즌, 네덜란드 에이르스터 디비시의 FC 폴렌담에서 커리어를 시작했다. 프로 첫 시즌에는 2경기를 소화했다. 2011-12시즌을 앞두고 에레디비시의 FC 위트레흐트에 입단했다. 2011-12 시즌 리그 5경기에 출전했다. 2012-13시즌을 앞두고 에이르스터 디비시의 FC 도르드레흐트로 임대 이적했다. 벨트바이크는 도르드레흐트에서 36경기에 출전해 19골을 터뜨렸다.
2013-14시즌을 앞두고 같은 리그의 SBV 엑셀시오르로 이적했다. 벨트바이크는 엑셀시오르에서 도합 45경기 출전 35득점의 경이로운 활약을 보여주었으며 해당 시즌 에이르스터 디비시 득점왕을 수상했다. 이러한 활약에 힘입어 2014-15시즌을 앞두고 EFL 챔피언십의 노팅엄 포리스트 FC로 이적했다. 2014년 8월 16일에 열린 볼튼 원더러스 FC와의 경기에서 노팅엄 이적 이후 첫 경기를 치렀다. 벨트바이크는 2014-15시즌 12경기에 출전했지만 무득점으로 시즌을 마무리했다. 결국 2015-16시즌을 앞두고 에레디비시의 PEC 즈볼러로 임대 이적했다. PEC 즈볼러에서 벨트바이크는 36경기에 출전했으며 14골을 넣는 활약을 펼쳤다. 2016-17시즌을 앞두고 벨트바이크는 노팅엄으로 복귀했으며 2016년 8월 23일 열린 밀월 FC와의 EFL컵 대회에서 노팅엄 입단 이후 첫 골을 득점했다.
2016년 8월 31일, 벨트바이크는 노팅험을 떠나 벨기에의 KV 코르트레이크로 이적했다. 이후 2017년 3월에는 노르웨이 엘리테세리엔의 올레순 FK로 임대 이적했다.
라스 벨트비크는 2017-18시즌을 앞두고 에레디비시의 FC 흐로닝언과 계약하면서 네덜란드 무대로 복귀했다. 2017-18시즌 벨트바이크는 호르닝언에서 20경기에 출전해 4골을 기록했다. 2018-19시즌을 앞두고 에이르스터 디비시의 스파르타 로테르담에 입단했다. 로테르담에서 벨트바이크는 2018-19시즌 도합 41경기 출전 24골을 기록했다.
2020시즌을 앞두고 라스 벨트비크는 K리그1의 전북 현대 모터스에 입단했다. 2020년 3월 4일 열린 시드니 FC와의 AFC 챔피언스리그 경기에서 전북 입단 후 첫 경기를 소화했다. 2020년 5월 16일에 열린 부산 아이파크와의 K리그1 경기에서 전북 데뷔골을 기록했다. 하지만 벨트바이크는 전북에서 많은 활약상을 보여주지 못하며 10경기 출전 1득점에 그쳤다.
2020시즌 여름 이적시장을 통해 벨트바이크는 전북과의 계약을 해지한 후 K리그2의 수원 FC로 이적했다. 벨트바이크는 2020년 9월 21일에 열린 충남 아산 축구단과의 경기에서 수원 FC 입단 이후 첫 골을 득점했다. 5일 뒤인 9월 26일에 열린 서울 이랜드 FC와의 경기에서는 결승골을 득점하며 팀의 1-0 승리를 이끌었다. 2020시즌 수원 FC에서 17경기 5골 3도움을 기록하며 팀의 승격에 일조했다. 2021 시즌을 앞두고 수원 FC에 잔류했다. 2021년 7월 25일에 치러진 울산 현대와의 경기에서 4골 1도움이라는 엄청난 활약으로 팀의 5-2 승리를 이끌었다. 라스는 2021시즌 리그 37경기 출전 18골 6도움을 기록하면서 수원 FC의 상승세를 이끌었으며 득점 2위에 올랐다. 시즌 종료 후 리그 베스트 11에 선정되었다.

## 국가대표팀 경력
라스 벨트비크는 네덜란드 태생이나 아버지의 혈통에 따라 남아프리카공화국 축구 국가대표팀을 선택했다. 라스 벨트비크는 2016년 10월, 처음으로 남아프리카 공화국 축구 국가대표팀에 선발되었다.
2019년 아프리카 네이션스컵에 참여하는 남아프리카 공화국 대표팀에 차출되었다. 벨트바이크는 이 대회에서 5경기를 출전하며 팀의 8강 진출에 기여했다.

## 수상 내역

### 개인
- 에이르스터 디비시 득점왕: 2013-14
- K리그1 베스트 11: 2021